# Ol'ga Nikolaevna Rubcova
Ol'ga Nikolaevna Rubcova (in russo Ольга Николаевна Рубцова?, traslitterazione anglosassone: Rubtsòva; Mosca, 20 agosto 1909 – 13 dicembre 1994) è stata una scacchista sovietica, quarta campionessa del mondo di scacchi.
Vinse il campionato sovietico femminile cinque volte (1927, 1931, 1935, 1937 e 1949), prima di arrivare seconda al campionato mondiale femminile del 1950, un punto dietro Ljudmila Rudenko; nello stesso anno la FIDE le assegnò il titolo di Maestro internazionale femminile. Guadagnò di nuovo il diritto a disputare il match per il titolo mondiale femminile nel 1956, vincendolo in un triangolare tra lei, Rudenko e l'allora campionessa Elisaveta Bykova. Nello stesso anno ottenne il titolo di Maestro internazionale.
Partecipò per l'Unione Sovietica alle olimpiadi di scacchi femminili del 1957, vincendo l'oro a squadre. L'anno dopo perse il titolo mondiale a favore della Bykova.
Competé anche negli scacchi per corrispondenza, vincendone il primo campionato mondiale femminile nel 1972 e arrivando seconda nel successivo torneo, vinto da Lora Jakovleva. È l'unica persona ad aver vinto il campionato del mondo sia nel gioco a tavolino sia in quello per corrispondenza.
Nel 1976 le fu assegnato il titolo di Grande maestro femminile.